# Proplastid

Osud plastidů může být v buňce různý, nahoře je proplastid, pod ním nejrůznější odvozené typy plastidů

Proplastid je nezralý plastid neschopný fotosyntézy, přítomný především v dělivých pletivech rostlin.

## Vývoj
Všechny plastidy v dané rostlině vznikají z linie proplastidů, které byly přítomny v zygotě (oplozeném vajíčku) – a tyto obvykle pochází od matky, protože dědičnost plastidů je u mnoha rostlin maternální. Proplastidy se dělí v meristémech rostliny, načež se specializují na jednotlivé druhy plastidů, jako je kupříkladu chloroplast či leukoplast.

## Popis
Naše znalost o proplastidech není příliš detailní, protože jsou malé a dají se zkoumat především elektronovým mikroskopem. Obsahují obvykle rudimenty tylakoidních membrán bez fotosyntetických barviv. Dále mohou být pozorovány různé invaginace membrán, ribozomy nebo škrobová zrna. Buňky apikálních meristémů obsahují asi 10–20 proplastidů, i když počty jsou jen přibližné. Metabolismus a transkripce v proplastidech je nízká, pravděpodobně se oba děje nastartují až poté, co se spustí proces diferenciace plastidu, k čemuž asistuje také jaderný genom.